# ソシオメーター理論

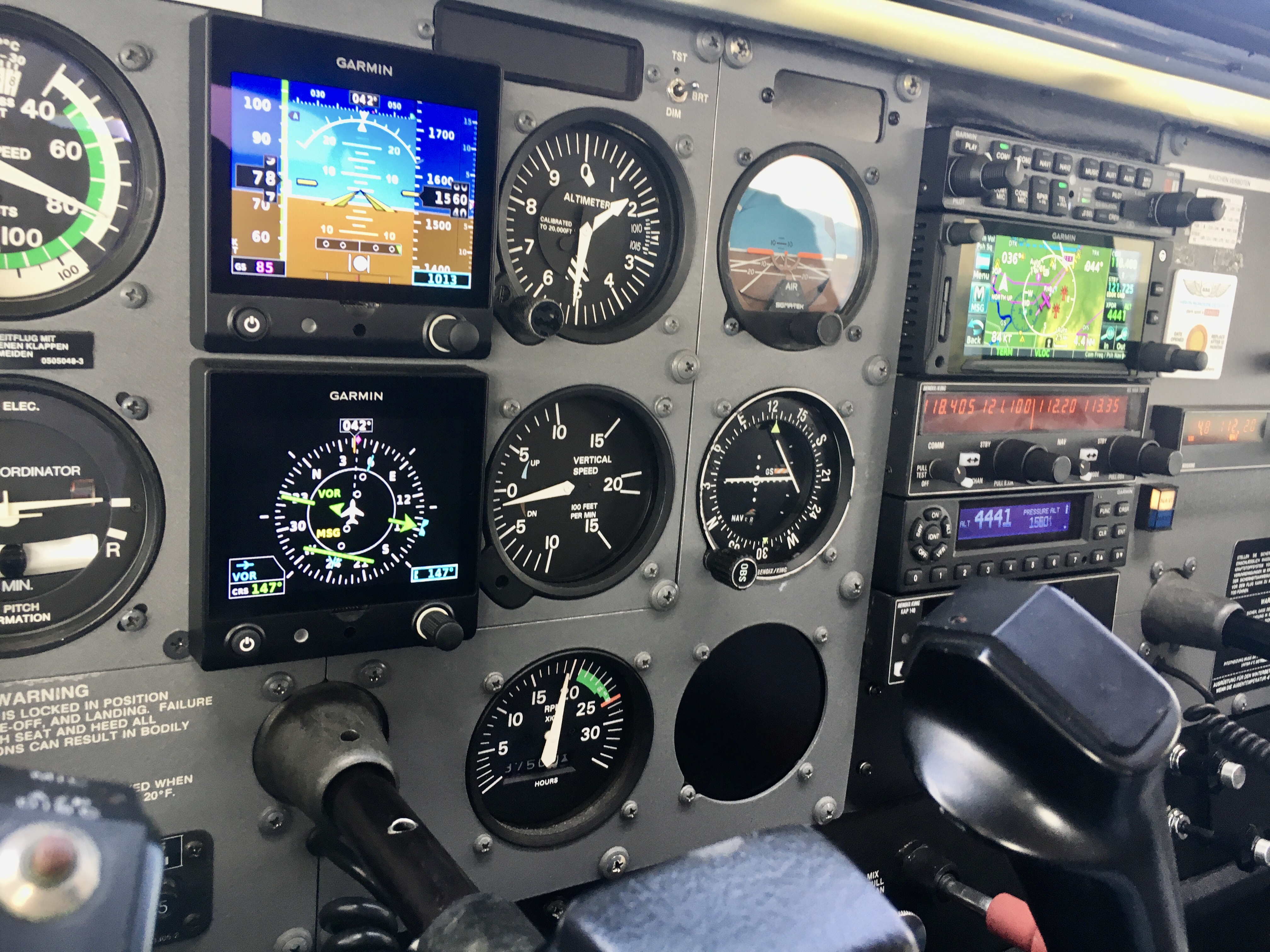
進化心理学の観点からは、人のソシオメーターには地位メーターや配偶価値メーターなどの様々なメーターがあるとされ、同じように様々なメーターがある航空機のコックピットに例えられる。

ソシオメーター理論（英: Sociometer theory）は、自尊心についての進化心理学的視点からの理論であり、自尊心は対人関係の尺度（またはソシオメーター）であるとする理論である。

## 解説
この理論的視点は初めてマーク・リアリーと同僚たちによって1995年に紹介された。その後、カークパトリックとエリスによってこれはさらに展開された。リアリーの研究において、自尊心をソシオメーターとして議論されている。この理論は、社会的感情、対人および内人的行動、自己奉仕バイアス、拒絶への反応といった心理的現象への反応として作り出された。この理論に基づき、自尊心は他者からの受容や拒絶を監視する社会関係、そして対人交流の有効性の尺度である。このため、ソシオメーター理論では人間関係の価値に重点が置かれている。これは、ある人が他の人との関係をどの程度重視しているか、そしてそれが日々の生活にどのように影響するかということである。様々な研究や調査によって確認されているように、人間関係の価値が高いと見なされる人は、より高い自尊心を持つ可能性が高い。
ソシオメーター理論の主な概念は、自尊心のシステムが個人の現在および今後の関係の質を測定するための尺度として機能するということである。さらに、この自尊心の測定はこれら二つのタイプの関係を関係的な評価の観点から評価する。つまり、他の人々が個人との関係をどのように見て価値を感じているかである。個人の関係的な評価が否定的に異なる場合、関係的な価値が低いと感じ、自尊心が低下する可能性がある。一方、個人の関係的な評価が肯定的に異なる場合、関係的な価値が高いと感じ、自尊心が上昇する可能性がある。
リアリーによれば、人間関係の価値に最も大きな影響を与える5つの主要なグループがあり、それらは次のように分類される。①マクロレベル（例えばコミュニティ）②手段的な連合（例えばチームや委員会）③交際関係④親族関係 ⑤友情である。
そして人々が対人関係や外的要因、関係価値にどの程度依存しているかを見るための研究が行われた。この研究の目的は、学生による評価に基づいて活動のためのグループを選ぶことだった。研究では、2つのグループが割り当てられた。両方のグループは、ピア評価を提出し受けた大学生で構成されていた。違いは、コントロールグループの学生が①その人と交流したいか、②その人と距離を置くかを選んだことである。以前に尋ねられた際、一部の学生は他人の自分に対する意見に無関心である、または気にしないと述べていた。しかし、結果が分析されたとき、自尊心に大きな変動があることがわかった。関係価値が低いとされた第2グループ（距離を置くグループ）に入れられた人々は、自尊心が低下していた。その結果、彼らが状況を評価する方法が損なわれた。関係価値が高いと感じられた第1グループでは、自尊心も高かった。これは、グループへの包摂という基本的な人間のニーズに進化の根拠があること、および社会的受容の周辺にいることの負担を示す証拠をいくらか提供している。
キャメロンとスティンソンはさらにソシオメーター理論の定義をレビューし、概念の2つの重要な構成要素を強調している。
①社会的受容と拒絶の具体的な経験は、自身の価値と社会的パートナーとしての努力の表現を形成するために内面化される。②自尊心が高い人は、他者から価値を認められていると感じることが多い。自尊心が低い人は、社会的パートナーとしての自分の価値に疑問を持ち、その後の不安が将来の関係に悪影響を及ぼすことが多い。

## ソシオメーター理論に関連する自尊心のタイプ
1. 状態自尊心は、個人が現在の関係的評価を測定し、その個人が即座の状況で他者に受け入れられる可能性と排除される可能性を評価する。状態自尊心システムは、関係評価に関連する手がかりを監視し、排除に関連する手がかりが検出されると、感情的および動機的な結果で応答する。
2. 特性自尊心は、個人が社会的状況で受け入れられるか拒絶されるかの主観的尺度である。この形式の自尊心は、個人を社会的状況で評価するのに役立ち、現在または将来の関係が長期的に尊重され価値があるかどうかを推定する。 
3. 全体的自尊心は、個人が異なる人種、民族、コミュニティがその個人について何と言うかの可能性の全体的な見通しを評価するために発揮する安定した、内的な自尊心の尺度である。しばしば、この内的な自尊心の尺度は、個人の自尊心が通常のレベルを下回った場合に関係的評価を回復するのに有益である。 
4. 領域特有の自尊心は、個人が社会的、学術的、運動的な状況など、自分自身の成果を評価する尺度であり、それによって自尊心が変わる可能性がある。この領域特有の尺度は、現在のパフォーマンスにおける例外を特定するための効果的な方法であり、誤った傾向（例えば、常に成績が低いということ）を作り出すのを避ける。

## 支持する証拠
ソシオメーター理論の支持は、オランダで行われた国際的な横断的研究から得られた。この研究では、1599人の7歳と8歳の子どもたちの自尊心を評価した。そして、第一に子ども時代における自尊心がどのように発達するか、そして第二に自尊心が変化する同年代や家族関係と共に発達するか調査され、個人間の違いと個人内での社会的支援の時間的変化が評価された。中間児童期の平均レベルの自尊心は安定しており、変化は見られなかった。さらに、個人内外の評価はどちらも自尊心についての肯定的な報告をもたらし、自己報告測定後に参加者が完成したこれらの評価からより強固な社会的ネットワークが明らかになった。
キャメロンとスティンソンは、受容と拒絶の経験が短期的および長期的に自尊心のレベルに強い影響を及ぼすことを示し、再びソシオメーター理論の支持を示した。
1. 自尊心は社会的受容と拒絶に反応する。つまり、状態自尊心（その場の自尊心）は、社会的受容と拒絶の両方に大きく反応する。受容は状態自尊心を高め、拒絶は自尊心に否定的な見方を引き起こすことが知られている[7]。実験室設定では、これらの変化は、社会的拒絶／受容の将来的な予測や過去の経験を思い出すことにより、個人の自尊心が通常のレベルから主観的に逸脱する可能性がある。
2. 全体的自尊心は社会的価値の認識と関連している。つまり、社会的価値は自尊心を測定するためのソシオメーターとして利用できる概念である。さらに、この関連は、全体的自尊心が自己観をトップダウン方式で影響するために存在すると考えられている。このトップダウンプロセスでは、通常社会的状況での帰属感と関連付けられる特性が、自尊心を仲介する役割を果たす。さらに、このトップダウン方式の全体的自尊心が自己観を影響する場合、個人の帰属感と社会的価値の認識は全体的自尊心と正の相関関係にあるべきである[7]。
3. 自尊心は受容と拒絶への反応を調節する。つまり、ソシオメーター理論は自尊心の負の変化は自尊心システムのバランスを崩し、このソシオメーターがこれらの不一致を区別し、帰属感と社会的状況における個人の自己価値を回復するための行動を可能にすることを強調している[7]。